# バーデン＝ヴュルテンベルク (フリゲート)
バーデン＝ヴュルテンベルク（ドイツ語: Baden-Württemberg, F 222）は、ドイツ連邦軍海軍のバーデン・ヴュルテンベルク級フリゲート1番艦。艦名はバーデン＝ヴュルテンベルク州に由来する。なお、艦艇名としては、ドイツ帝国海軍やドイツ国防軍海軍を含むドイツ海軍で初の命名である。

## 艦歴
2011年11月2日に起工され、2013年12月12日に進水した。海上試運転を受けて2017年12月に就役する予定だったが、機器に設計ミスがあると判断されたためドイツ海軍はこの軍艦の就役を拒否した。船体が著しく右に傾いていたほか、搭載ソフトウエアにバグがあるうえ、見当違いの武器を装備しているという。結局、建造したブローム・ウント・フォスで2年半に及ぶ改修を経て、2019年6月17日で就役した。
2024年、補給艦「フランクフルト・アム・マイン」とともにドイツ海軍によるインド太平洋方面派遣（IPD24）としてインド太平洋地域へ派遣された。主要任務は国連安保理決議により禁止されている北朝鮮籍船舶の「瀬取り」を含む違法な海上活動に対する警戒監視活動である。本艦は2023年10月から2024年4月までUNFIL（国連レバノン暫定軍）の海上任務部隊として、東地中海で行動し、スペインのロタ海軍基地でIPD24に向けた準備を行った後、大西洋で「フランクフルト・アム・マイン」と合流した。2024年6月からハワイで実施された米海軍主催多国間共同訓練「リムパック 2024」に参加し、同年8月20日、東京国際クルーズターミナルに入港した。8月25日に日本の海上自衛隊横須賀基地に入港し、8月27日に同港を出港、同日から8月29日にかけて、関東南方から沖縄東方に至る訓練海空域おいて実施された日豪伊独仏共同訓練（ノーブル・レイブン24‐3）に「フランクフルト・アム・マイン」とともに参加した。海上自衛隊から護衛艦「いずも」「おおなみ」と潜水艦、P-1哨戒機が参加したほか、オーストラリア海軍駆逐艦「シドニー」 、イタリア海軍空母「カブール」、フリゲート「アルピーノ」、 哨戒艦「ライモンド・モンテクッコリ」 、フランス海軍フリゲート「ブルターニュ」が参加し、各種戦術訓練（対空戦、実艦的対潜訓練、CROSS DECK等）及び PHOTOEXを実施した。
同年8月下旬から9月中旬までの間、補給艦「フランクフルト・アム・マイン」とともに日本周辺海域において、北朝鮮籍船舶の「瀬取り」に対する警戒監視活動を実施した。9月13日にはフィリピンのマニラに向かうため、ドイツ軍艦として22年ぶりに台湾海峡を航行した。同月16日、マニラへ入港した。

## ギャラリー

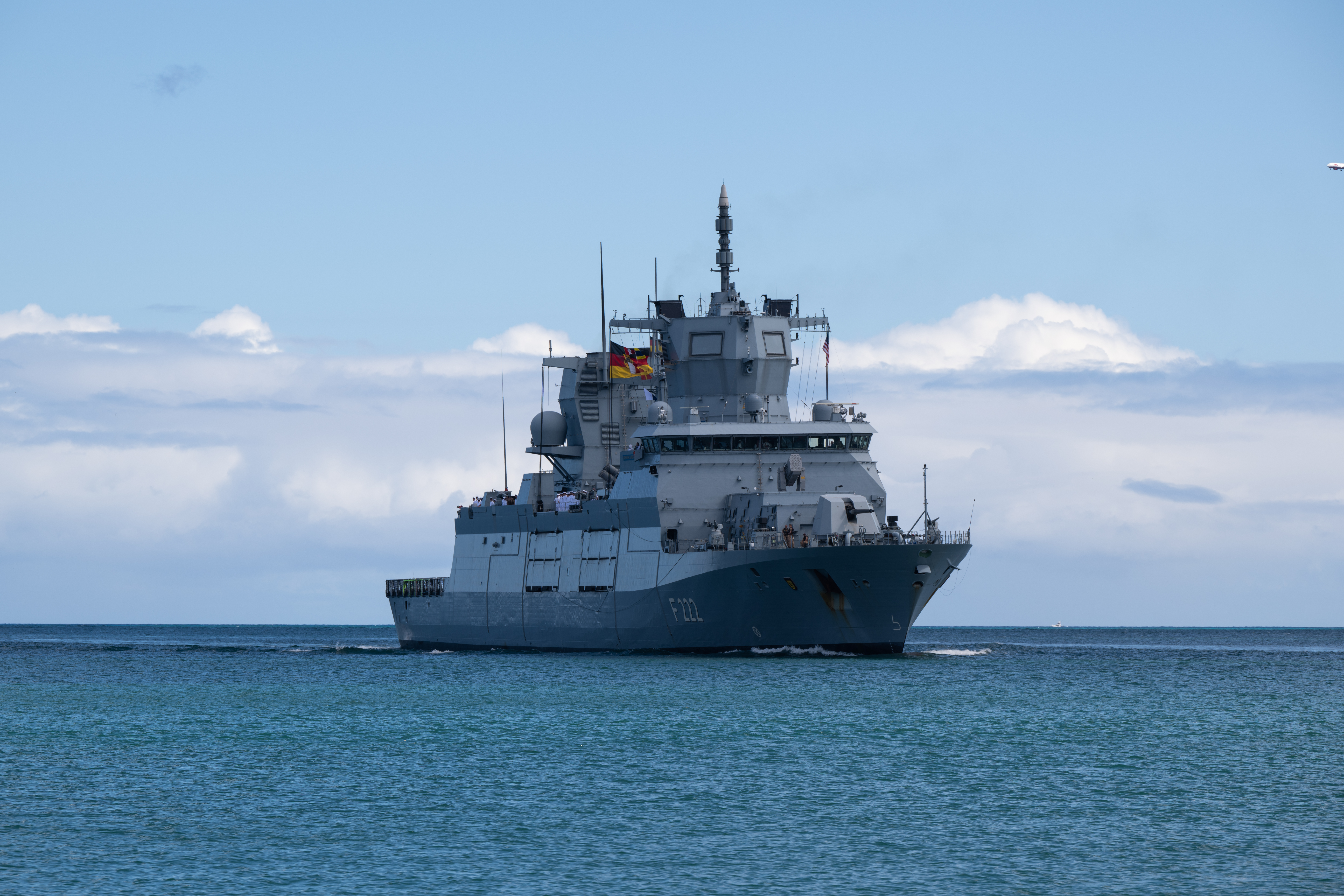
真珠湾に入港する「バーデン＝ヴュルテンベルク」
RIMPAC2024における射撃訓練の様子
RIMPAC2024での他国艦艇と航行する様子（左舷側）
RIMPAC2024での他国艦艇と航行する様子（右舷側）